# Albon (Drôme)
Albon település Franciaországban, Drôme megyében. Lakosainak száma 1935 fő (2022. január 1.). Albon Andancette, Anneyron, Beausemblant, Fay-le-Clos, Saint-Rambert-d’Albon, Saint-Uze és Saint-Jean-de-Galaure községekkel határos.

## Népesség
A település népességének változása:
| Lakosok száma | 1206 | 1313 | 1543 | 1682 | 1778 | 1879 | 1937 | 1985 | 1967 | 1935 |
|               | 1968 | 1982 | 1990 | 2006 | 2013 | 2015 | 2017 | 2019 | 2020 | 2022 |